# 川本耕史
川本 耕史（かわもと こうじ）（生年月日非公表）は、日本のアクション監督・スタントマン・俳優である。ユーデンフレームワークス所属。

## 来歴
大阪府出身。大阪府立茨田高等学校卒業。
大阪でキャラクターショーのアクションなどを経験し、上京。フリーのスタントマンとして多くのアクション監督の下で経験を積み、海外作品にも参加している。中華圏で絶大な人気を誇る香港のアクション俳優、ドニー・イェンとの協業経験を多数有する。
「龍が如く」シリーズなどのゲームや、CG映画のモーションキャプチャーも多く担当している。
2023年に公開されたアメリカ映画『ジョン・ウィック:コンセクエンス』では、「大阪コンチネンタル・ホテル」の格闘シーンのファイトコレオグラファーを務めた。この仕事はチャド・スタエルスキ監督から「日本的な要素を入れたい」というオファーを受けた谷垣健治に紹介されて、担当することになった。

## 主な参加作品
ユーデンフレームワークス公式サイトに掲載されている情報に基づく。（2023年10月）

### ファイトコレオグラファー
- ジョン・ウィック:コンセクエンス（2023年）

### アクション監督
- 時間創造部／HERO（2014年）
- 夢王 MUOH（2014年）
- -S- 最後の警官 RECOVERY OF OUR FUTURY(2015年)
- 螻蛄（2016年／BSスカパー）
- NHK土曜ドラマ『4号警備』（2017年／NHK）
- 先生！口裂け女です！（2023年）

### アクションコーディネーター
- 安堂ロイド〜A.I. Knows LOVE?〜（2013年／TBS）
- S-最後の警官-（2014年／TBS）
- バクマン。（2014年）
- オー！ファーザー（2014年）
- マンハント（2017年、中国）
- 邪不圧正（2018年、中国）
- スーパーティーチャー 熱血格闘（2018年、香港・中国、ドニー・イェン主演)
- るろうに剣心　最終章 The Final（2021年）
- るろうに剣心　the beginning（2021年）
- レイジング・ファイア（2021年、香港・中国、ドニー・イェン主演)

### スタント（映画）
- お姉チャンバラ2（2005年）
- 西遊記（2007年）
- 芸者VS忍者（2008年）
- 片腕マシンガール（2008年）
- 赤んぼ少女（2008年）
- ボディ・ジャック（2008年）
- 斬〜KILL〜／キリコ（2008年）
- 激情版！エリートヤンキー三郎（2009年）
- カムイ外伝（2009年）
- 大怪獣バトル ウルトラ銀河伝説 THE MOVIE（2009年）
- 新宿インシデント（2009年、香港、ジャッキー・チェン主演)
- ゴスロリ処刑人（2010年）
- 私の優しくない先輩（2010年）
- 極道兵器（2011年）
- GANTZ（2011年）
- GANTZ /PERFECT ANSWER（2011年）
- アンフェア　the answer（2011年）
- デンデラ（2011年）
- 仮面ライダー×仮面ライダー フォーゼ&オーズ MOVIE大戦MEGA MAX（2011年）
- タイガーマスク（2013年）
- スペシャルID 特殊身分（2013年、香港・中国、ドニー・イェン主演）
- ガッチャマン（2013年）
- G.I.ジョー:漆黒のスネークアイズ（2021年）

### スタント（テレビ）
- ライオン丸G（2006年 テレビ東京）
- エリートヤンキー三郎（2007年 テレビ東京）
- パワーレンジャー・RPM（2008年 アメリカ・ニュージーランド）
- 大魔神カノン（2010年 テレビ東京）
- トラブルマン（2010年 テレビ東京）
- パワーレンジャー・サムライ（2011年 アメリカ・ニュージーランド）-サムライブルーレンジャー役
- 猿飛三世（2012年 BS時代劇）
- ラッキーセブン（2012年 フジテレビ）

### モーションキャプチャー（映画・ゲーム）
- バイオハザード ディジェネレーション(2008年)
- ベヨネッタ（2010年）
- 鉄拳タッグトーナメント2(2011年)
- 鉄拳 ブラッド・ベンジェンス(2011年)
- バイオハザード ダムネーション(2012年)
- 龍が如くシリーズ
- メタルギア ライジング リベンジェンス(2013年)

### アクション監督補、助手
- ストレイヤーズ・クロニクル（2015年）
- 忍者狩り（2015年）